# Comuna de Mniszków
Mniszków (polaco: Gmina Mniszków) é uma gminy (comuna) na Polónia, na voivodia de Lodz e no condado de Opoczyński. A sede do condado é a cidade de Mniszków.
De acordo com os censos de 2004, a comuna tem 4820 habitantes, com uma densidade 38,9 hab/km².

## Área
Estende-se por uma área de 123,83 km², incluindo:
- área agricola: 59%
- área florestal: 33%

## Demografia
Dados de 30 de Junho 2004:
|                      | Total   | Total | Mulheres | Mulheres | Homens  | Homens |
| -------------------- | ------- | ----- | -------- | -------- | ------- | ------ |
|                      | pessoas | %     | pessoas  | %        | pessoas | %      |
| População            | 4820    | 100   | 2385     | 49,5     | 2435    | 50,5   |
| Densidade (pop./km²) | 38,9    | 100   | 19,3     | 19,3     | 19,7    | 19,7   |

De acordo com dados de 2002, o rendimento médio per capita ascendia a 1234,66 zł.

## Subdivisões
- Błogie Rządowe, Błogie Szlacheckie, Bukowiec nad Pilicą, Duży Potok, Góry Trzebiatowskie, Grabowa, Jawor, Jawor-Kolonia, Julianów, Konstantynów, Małe Końskie, Marianka, Mniszków, Obarzanków-Strugi, Olimpiów, Owczary, Prucheńsko Duże, Prucheńsko Małe, Radonia, Stoczki, Stok, Strzelce, Syski, Świeciechów, Zajączków, Zarzęcin.

## Comunas vizinhas
- Aleksandrów, Paradyż, Sławno, Sulejów, Tomaszów Mazowiecki, Wolbórz